# Appendicula polyphylla
Appendicula polyphylla är en orkidéart som beskrevs av Rudolf Schlechter. Appendicula polyphylla ingår i släktet Appendicula och familjen orkidéer. Inga underarter finns listade i Catalogue of Life.